# FK Baník Ratíškovice
Fotbalový klub Baník Ratíškovice je fotbalový klub z Ratíškovic na Hodonínsku, který byl založen v roce 1930. Od sezony 2019/20 hraje v Přeboru Jihomoravského kraje (5. nejvyšší soutěž).
Mezi největší úspěchy oddílu patří dorostenecký titul mistra Československa z roku 1955, v seniorské kategorii pak účast v celkem šesti sezonách druhé nejvyšší soutěže (1952, 1960/61, 1963/64, 1999/00, 2000/01 a 2001/02) a účast ve finále Poháru ČMFS 1999/00.
K nejznámějším odchovancům klubu patří ratíškovičtí rodáci Josef Vacenovský, a František Kordula, kteří s Baníkem Ratíškovice vybojovali dorostenecký titul mistra Československa (1955) a později se stali mistry I. čs. ligy s Duklou Praha (společně 1957/58, Vacenovský později přidal dalších pět). Ratíškovickým rodákem a odchovancem Baníku je také Petr Zemánek – současný trenér A-mužstva (2019/20), bývalý prvoligový fotbalista a jeden z nejlepších střelců v historii MSFL, který 75 ze svých 86 branek v této soutěži zaznamenal v dresu Baníku Ratíškovice.

## Historie
První fotbalový klub v Ratíškovicích byl založen v roce 1930 s názvem DSK Ratíškovice a účastnil se soutěží Západomoravské fotbalové župy. Významným rokem v historii klubu – to již pod názvem Baník – byl rok 1955, kdy se dorostenci Baníku stali mistry republiky. V ročnících 1960/61 a 1963/64 si družstvo mužů zahrálo 2. ligu. Od roku 1964 až po rok 1994 se družstvo pohybovalo v oblastních soutěžích až k divizi.
V roce 1994 mužstvo pod názvem SK Kontakt Moravia postoupilo do MSFL, kde odehrálo pět sezon. V letech 1999–2002 působilo tři sezony ve 2. lize pod názvem FK Baník Ratíškovice. Mužstvu se dařilo i v poháru ČMFS, kde v roce 2000 podlehlo až ve finále na Strahově Slovanu Liberec 1:2.
Po sestupu z 2. ligy v sezoně 2002/03 se mužstvo z ekonomických důvodů přihlásilo až do čtvrté nejvyšší soutěže, do Moravskoslezské divize. Avšak s mladým kádrem se nedařilo uspět ani v této soutěži a klub sestoupil do Krajského přeboru. Krize pokračovala i nadále a v sezóně 2009/10 sestoupilo A-mužstvo do I. A třídy. V sezóně 2012/13 tuto soutěž Baník vyhrál a vrátil se do Krajského přeboru, sestoupil z něj v sezóně 2013/14.

### Historické názvy
- 1930 – DSK Ratíškovice (Dělnický sportovní klub Ratíškovice)
- 193? – SK Ratíškovice (Sportovní klub Ratíškovice)
- 1945 – Ratíškovický SK (Ratíškovický Sportovní klub)
- 1948 – JTO Sokol Ratíškovice (Jednotná tělovýchovná organisace Sokol Ratíškovice)
- 1949 – ZSJ Doly Ratíškovice (Závodní sokolská jednota Doly Ratíškovice)
- 1953 – DSO Baník Ratíškovice (Dobrovolná sportovní organisace Baník Ratíškovice)
- 1957 – TJ Baník Ratíškovice (Tělovýchovná jednota Baník Ratíškovice)
- 1993 – SK Kontakt Moravia Ratíškovice (Sportovní klub Kontakt Moravia Ratíškovice)[3]
- 1996 – SK Baník Ratíškovice (Sportovní klub Baník Ratíškovice)
- 2002 – FK Baník Ratíškovice (Fotbalový klub Baník Ratíškovice)

## Umístění v jednotlivých sezonách
Stručný přehled
Zdroj: 
- 1935–1936: II. třída BZMŽF – IV. okrsek
- 1936–1937: III. třída BZMŽF – IV. okrsek
- 1940–1942: I. B třída BZMŽF – III. okrsek
- 1942–1946: I. A třída BZMŽF
- 1946–1948: I. A třída BZMŽF – II. okrsek
- 1952: Krajská soutěž – Gottwaldov
- 1953–1954: Krajský přebor – Gottwaldov
- 1955–1959: I. A třída Gottwaldovského kraje
- 1959–1960: Oblastní soutěž – sk. D
- 1960–1961: II. liga – sk. B
- 1961–1963: Jihomoravský krajský přebor
- 1963–1964: II. liga – sk. B
- 1964–1965: Jihomoravský krajský přebor
- 1965–1966: Divize D
- 1966–1969: Jihomoravský oblastní přebor
- 1969–1970: Jihomoravský župní přebor
- 1970–1971: Divize D
- 1971–1972: Jihomoravský župní přebor
- 1972–1983: Jihomoravský krajský přebor
- 1983–1986: Jihomoravský krajský přebor – sk. B
- 1986–1991: Jihomoravský krajský přebor
- 1991–1994: Divize D
- 1994–1999: Moravskoslezská fotbalová liga
- 1999–2002: 2. liga
- 2002–2003: Divize D
- 2003–2010: Přebor Jihomoravského kraje
- 2010–2013: I. A třída Jihomoravského kraje – sk. B
- 2013–2014: Přebor Jihomoravského kraje
- 2014–2019: I. A třída Jihomoravského kraje – sk. B
- 2019– : Přebor Jihomoravského kraje

Jednotlivé ročníky
Zdroj: 
Legenda: Z – zápasy, V – výhry, R – remízy, P – porážky, VG – vstřelené góly, OG – obdržené góly, +/− – rozdíl skóre, B – body, červené podbarvení – sestup, zelené podbarvení – postup, fialové podbarvení – reorganizace, změna skupiny či soutěže
| Československo (1935 – 1939)             |                                                             |                                                             |                                                             |                                                             |                                                             |                                                             |                                                             |                                                             |                                                             |                                                             |                                                             |
| Sezóna                                   | Liga                                                        | Úroveň                                                      | Z                                                           | V                                                           | R                                                           | P                                                           | VG                                                          | OG                                                          | +/−                                                         | B                                                           | Pozice                                                      |
| 1935/36                                  | II. třída BZMŽF – IV. okrsek                                | 5                                                           | 16                                                          | 1                                                           | 1                                                           | 14                                                          | 23                                                          | 91                                                          | −68                                                         | 3                                                           | 9.                                                          |
| 1936/37                                  | III. třída BZMŽF – IV. okrsek                               | 6                                                           | 18                                                          | ...                                                         | ...                                                         | ...                                                         | ...                                                         | ...                                                         | ...                                                         |                                                             |                                                             |
| ...                                      |                                                             |                                                             |                                                             |                                                             |                                                             |                                                             |                                                             |                                                             |                                                             |                                                             |                                                             |
| Protektorát Čechy a Morava (1939 – 1945) |                                                             |                                                             |                                                             |                                                             |                                                             |                                                             |                                                             |                                                             |                                                             |                                                             |                                                             |
| Sezóny                                   | Liga                                                        | Úroveň                                                      | Z                                                           | V                                                           | R                                                           | P                                                           | VG                                                          | OG                                                          | +/−                                                         | B                                                           | Pozice                                                      |
| ...                                      |                                                             |                                                             |                                                             |                                                             |                                                             |                                                             |                                                             |                                                             |                                                             |                                                             |                                                             |
| 1940/41                                  | I. B třída BZMŽF – III. okrsek                              | 4                                                           | 20                                                          | 12                                                          | 5                                                           | 3                                                           | 96                                                          | 46                                                          | +50                                                         | 29                                                          | 2.                                                          |
| 1941/42                                  | I. B třída BZMŽF – III. okrsek                              | 4                                                           | 22                                                          | ...                                                         | ...                                                         | ...                                                         | ...                                                         | ...                                                         | ...                                                         |                                                             | 1.                                                          |
| 1942/43                                  | I. A třída BZMŽF                                            | 3                                                           | 26                                                          | ...                                                         | ...                                                         | ...                                                         | ...                                                         | ...                                                         | ...                                                         |                                                             |                                                             |
| 1943/44                                  | I. A třída BZMŽF                                            | 3                                                           | 26                                                          | 13                                                          | 3                                                           | 10                                                          | 90                                                          | 68                                                          | +22                                                         | 29                                                          | 3.                                                          |
| 1944/45                                  | Končila druhá světová válka, pravidelné soutěže se nehrály. | Končila druhá světová válka, pravidelné soutěže se nehrály. | Končila druhá světová válka, pravidelné soutěže se nehrály. | Končila druhá světová válka, pravidelné soutěže se nehrály. | Končila druhá světová válka, pravidelné soutěže se nehrály. | Končila druhá světová válka, pravidelné soutěže se nehrály. | Končila druhá světová válka, pravidelné soutěže se nehrály. | Končila druhá světová válka, pravidelné soutěže se nehrály. | Končila druhá světová válka, pravidelné soutěže se nehrály. | Končila druhá světová válka, pravidelné soutěže se nehrály. | Končila druhá světová válka, pravidelné soutěže se nehrály. |
| Československo (1945 – 1993)             |                                                             |                                                             |                                                             |                                                             |                                                             |                                                             |                                                             |                                                             |                                                             |                                                             |                                                             |
| Sezóna                                   | Liga                                                        | Úroveň                                                      | Z                                                           | V                                                           | R                                                           | P                                                           | VG                                                          | OG                                                          | +/−                                                         | B                                                           | Pozice                                                      |
| 1945/46                                  | I. A třída BZMŽF                                            | 3                                                           | 30                                                          | 11                                                          | 4                                                           | 15                                                          | 108                                                         | 100                                                         | +8                                                          | 26                                                          | 11.                                                         |
| 1946/47                                  | I. A třída BZMŽF – II. okrsek                               | 3                                                           | 20                                                          | 7                                                           | 2                                                           | 11                                                          | 66                                                          | 69                                                          | −3                                                          | 16                                                          | 8.                                                          |
| 1947/48                                  | I. A třída BZMŽF – II. okrsek                               | 3                                                           | 24                                                          | ...                                                         | ...                                                         | ...                                                         | ...                                                         | ...                                                         | ...                                                         |                                                             |                                                             |
| ...                                      |                                                             |                                                             |                                                             |                                                             |                                                             |                                                             |                                                             |                                                             |                                                             |                                                             |                                                             |
| 1952                                     | Krajský přebor – Gottwaldov                                 | 2                                                           | 22                                                          | 9                                                           | 4                                                           | 9                                                           | 60                                                          | 62                                                          | −2                                                          | 22                                                          | 6.                                                          |
| 1953                                     | Krajský přebor – Gottwaldov                                 | 3                                                           | 11                                                          | 3                                                           | 2                                                           | 6                                                           | 30                                                          | 38                                                          | −8                                                          | 8                                                           | 9.                                                          |
| 1954                                     | Krajský přebor – Gottwaldov                                 | 3                                                           | 22                                                          | 8                                                           | 2                                                           | 12                                                          | 62                                                          | 74                                                          | −12                                                         | 18                                                          | 9.                                                          |
| 1955                                     | I. A třída Gottwaldovského kraje                            | 4                                                           | 22                                                          | 9                                                           | 4                                                           | 9                                                           | 51                                                          | 59                                                          | −8                                                          | 22                                                          | 6.                                                          |
| 1956                                     | I. A třída Gottwaldovského kraje                            | 4                                                           | 22                                                          | 14                                                          | 1                                                           | 7                                                           | 64                                                          | 47                                                          | +17                                                         | 29                                                          | 3.                                                          |
| 1957/58                                  | I. A třída Gottwaldovského kraje                            | 4                                                           | 33                                                          | 13                                                          | 8                                                           | 12                                                          | 79                                                          | 90                                                          | −11                                                         | 34                                                          | 5.                                                          |
| 1958/59                                  | I. A třída Gottwaldovského kraje                            | 4                                                           | 22                                                          | 14                                                          | 4                                                           | 4                                                           | 57                                                          | 34                                                          | +23                                                         | 32                                                          | 1.                                                          |
| 1959/60                                  | Oblastní soutěž – sk. D                                     | 3                                                           | 28                                                          | 18                                                          | 3                                                           | 7                                                           | 77                                                          | 51                                                          | +26                                                         | 39                                                          | 2.                                                          |
| 1960/61                                  | II. liga – sk. B                                            | 2                                                           | 22                                                          | 8                                                           | 2                                                           | 12                                                          | 62                                                          | 58                                                          | +4                                                          | 18                                                          | 10.                                                         |
| 1961/62                                  | Jihomoravský krajský přebor                                 | 3                                                           | 26                                                          | 17                                                          | 1                                                           | 8                                                           | 79                                                          | 44                                                          | +35                                                         | 35                                                          | 2.                                                          |
| 1962/63                                  | Jihomoravský krajský přebor                                 | 3                                                           | 26                                                          | 15                                                          | 5                                                           | 6                                                           | 64                                                          | 35                                                          | +29                                                         | 35                                                          | 1.                                                          |
| 1963/64                                  | II. liga – sk. B                                            | 2                                                           | 26                                                          | 2                                                           | 4                                                           | 20                                                          | 34                                                          | 98                                                          | −64                                                         | 8                                                           | 14.                                                         |
| 1964/65                                  | Jihomoravský krajský přebor                                 | 3                                                           | 26                                                          | 14                                                          | 4                                                           | 8                                                           | 47                                                          | 40                                                          | +7                                                          | 32                                                          | 3.                                                          |
| 1965/66                                  | Divize D                                                    | 3                                                           | 26                                                          | 11                                                          | 3                                                           | 12                                                          | 42                                                          | 47                                                          | −5                                                          | 25                                                          | 11.                                                         |
| 1966/67                                  | Jihomoravský oblastní přebor                                | 4                                                           | 26                                                          | 15                                                          | 4                                                           | 7                                                           | 75                                                          | 37                                                          | +38                                                         | 34                                                          | 2.                                                          |
| 1967/68                                  | Jihomoravský oblastní přebor                                | 4                                                           | 26                                                          | 13                                                          | 6                                                           | 7                                                           | 50                                                          | 30                                                          | +20                                                         | 32                                                          | 3.                                                          |
| 1968/69                                  | Jihomoravský oblastní přebor                                | 4                                                           | 26                                                          | 11                                                          | 3                                                           | 12                                                          | 58                                                          | 46                                                          | +12                                                         | 25                                                          | 8.                                                          |
| 1969/70                                  | Jihomoravský župní přebor                                   | 5                                                           | 26                                                          | 20                                                          | 3                                                           | 3                                                           | 75                                                          | 25                                                          | +50                                                         | 56                                                          | 1.                                                          |
| 1970/71                                  | Divize D                                                    | 4                                                           | 30                                                          | 3                                                           | 6                                                           | 21                                                          | 31                                                          | 75                                                          | −44                                                         | 12                                                          | 16.                                                         |
| 1971/72                                  | Jihomoravský župní přebor                                   | 5                                                           | 26                                                          | 13                                                          | 4                                                           | 9                                                           | 52                                                          | 42                                                          | +10                                                         | 30                                                          | 6.                                                          |
| 1972/73                                  | Jihomoravský krajský přebor                                 | 5                                                           | 30                                                          | 12                                                          | 9                                                           | 9                                                           | 49                                                          | 39                                                          | +10                                                         | 33                                                          | 3.                                                          |
| 1973/74                                  | Jihomoravský krajský přebor                                 | 5                                                           | 30                                                          | 10                                                          | 7                                                           | 13                                                          | 46                                                          | 54                                                          | −8                                                          | 27                                                          | 9.                                                          |
| 1974/75                                  | Jihomoravský krajský přebor                                 | 5                                                           | 30                                                          | 11                                                          | 8                                                           | 11                                                          | 39                                                          | 43                                                          | −4                                                          | 30                                                          | 11.                                                         |
| 1975/76                                  | Jihomoravský krajský přebor                                 | 5                                                           | 30                                                          | 11                                                          | 8                                                           | 11                                                          | 51                                                          | 48                                                          | +3                                                          | 30                                                          | 9.                                                          |
| 1976/77                                  | Jihomoravský krajský přebor                                 | 5                                                           | 30                                                          | 13                                                          | 4                                                           | 13                                                          | 46                                                          | 41                                                          | +5                                                          | 30                                                          | 6.                                                          |
| 1977/78                                  | Jihomoravský krajský přebor                                 | 4                                                           | 30                                                          | 14                                                          | 4                                                           | 12                                                          | 53                                                          | 42                                                          | +11                                                         | 32                                                          | 5.                                                          |
| 1978/79                                  | Jihomoravský krajský přebor                                 | 4                                                           | 30                                                          | 10                                                          | 9                                                           | 11                                                          | 42                                                          | 38                                                          | +4                                                          | 29                                                          | 9.                                                          |
| 1979/80                                  | Jihomoravský krajský přebor                                 | 4                                                           | 30                                                          | 12                                                          | 8                                                           | 10                                                          | 45                                                          | 33                                                          | +12                                                         | 32                                                          | 5.                                                          |
| 1980/81                                  | Jihomoravský krajský přebor                                 | 4                                                           | 30                                                          | 14                                                          | 6                                                           | 10                                                          | 50                                                          | 46                                                          | +4                                                          | 34                                                          | 4.                                                          |
| 1981/82                                  | Jihomoravský krajský přebor                                 | 5                                                           | 30                                                          | 15                                                          | 6                                                           | 9                                                           | 46                                                          | 30                                                          | +16                                                         | 36                                                          | 5.                                                          |
| 1982/83                                  | Jihomoravský krajský přebor                                 | 5                                                           | 30                                                          | 11                                                          | 7                                                           | 12                                                          | 51                                                          | 47                                                          | +4                                                          | 29                                                          | 9.                                                          |
| 1983/84                                  | Jihomoravský krajský přebor – sk. B                         | 5                                                           | 24                                                          | 14                                                          | 3                                                           | 7                                                           | 48                                                          | 34                                                          | +14                                                         | 31                                                          | 2.                                                          |
| 1984/85                                  | Jihomoravský krajský přebor – sk. B                         | 5                                                           | 26                                                          | 16                                                          | 3                                                           | 7                                                           | 52                                                          | 31                                                          | +21                                                         | 35                                                          | 2.                                                          |
| 1985/86                                  | Jihomoravský krajský přebor – sk. B                         | 5                                                           | 26                                                          | 14                                                          | 4                                                           | 8                                                           | 49                                                          | 44                                                          | +5                                                          | 32                                                          | 4.                                                          |
| 1986/87                                  | Jihomoravský krajský přebor                                 | 5                                                           | 26                                                          | 10                                                          | 7                                                           | 9                                                           | 56                                                          | 56                                                          | 0                                                           | 27                                                          | 5.                                                          |
| 1987/88                                  | Jihomoravský krajský přebor                                 | 5                                                           | 26                                                          | 11                                                          | 8                                                           | 7                                                           | 58                                                          | 49                                                          | +9                                                          | 30                                                          | 3.                                                          |
| 1988/89                                  | Jihomoravský krajský přebor                                 | 5                                                           | 26                                                          | 14                                                          | 5                                                           | 7                                                           | 47                                                          | 36                                                          | +11                                                         | 33                                                          | 3.                                                          |
| 1989/90                                  | Jihomoravský krajský přebor                                 | 5                                                           | 26                                                          | 10                                                          | 4                                                           | 12                                                          | 44                                                          | 47                                                          | −3                                                          | 24                                                          | 9.                                                          |
| 1990/91                                  | Jihomoravský krajský přebor                                 | 5                                                           | 30                                                          | 12                                                          | 12                                                          | 6                                                           | 56                                                          | 46                                                          | +10                                                         | 36                                                          | 3.                                                          |
| 1991/92                                  | Divize D                                                    | 4                                                           | 30                                                          | 13                                                          | 7                                                           | 10                                                          | 57                                                          | 46                                                          | +11                                                         | 33                                                          | 5.                                                          |
| 1992/93                                  | Divize D                                                    | 4                                                           | 30                                                          | 9                                                           | 11                                                          | 10                                                          | 32                                                          | 42                                                          | −10                                                         | 29                                                          | 10.                                                         |
| Česko (1993 – )                          |                                                             |                                                             |                                                             |                                                             |                                                             |                                                             |                                                             |                                                             |                                                             |                                                             |                                                             |
| Sezóna                                   | Liga                                                        | Úroveň                                                      | Z                                                           | V                                                           | R                                                           | P                                                           | VG                                                          | OG                                                          | +/−                                                         | B                                                           | Pozice                                                      |
| 1993/94                                  | Divize D                                                    | 4                                                           | 30                                                          | 21                                                          | 7                                                           | 2                                                           | 82                                                          | 25                                                          | +57                                                         | 49                                                          | 2.                                                          |
| 1994/95                                  | Moravskoslezská fotbalová liga                              | 3                                                           | 30                                                          | 15                                                          | 3                                                           | 12                                                          | 45                                                          | 41                                                          | +4                                                          | 48                                                          | 5.                                                          |
| 1995/96                                  | Moravskoslezská fotbalová liga                              | 3                                                           | 28                                                          | 12                                                          | 4                                                           | 12                                                          | 50                                                          | 43                                                          | +7                                                          | 40                                                          | 6.                                                          |
| 1996/97                                  | Moravskoslezská fotbalová liga                              | 3                                                           | 28                                                          | 15                                                          | 7                                                           | 6                                                           | 55                                                          | 26                                                          | +29                                                         | 52                                                          | 2.                                                          |
| 1997/98                                  | Moravskoslezská fotbalová liga                              | 3                                                           | 30                                                          | 18                                                          | 7                                                           | 5                                                           | 72                                                          | 33                                                          | +39                                                         | 61                                                          | 2.                                                          |
| 1998/99                                  | Moravskoslezská fotbalová liga                              | 3                                                           | 30                                                          | 20                                                          | 4                                                           | 6                                                           | 65                                                          | 29                                                          | +36                                                         | 64                                                          | 1.                                                          |
| 1999/00                                  | 2. liga                                                     | 2                                                           | 30                                                          | 14                                                          | 9                                                           | 7                                                           | 48                                                          | 33                                                          | +15                                                         | 51                                                          | 3.                                                          |
| 2000/01                                  | 2. liga                                                     | 2                                                           | 30                                                          | 14                                                          | 9                                                           | 7                                                           | 44                                                          | 26                                                          | +18                                                         | 51                                                          | 3.                                                          |
| 2001/02                                  | 2. liga                                                     | 2                                                           | 30                                                          | 6                                                           | 3                                                           | 21                                                          | 19                                                          | 55                                                          | −36                                                         | 21                                                          | 15.                                                         |
| 2002/03                                  | Divize D                                                    | 4                                                           | 30                                                          | 4                                                           | 8                                                           | 18                                                          | 20                                                          | 61                                                          | −41                                                         | 20                                                          | 15.                                                         |
| 2003/04                                  | Přebor Jihomoravského kraje                                 | 5                                                           | 30                                                          | 11                                                          | 9                                                           | 10                                                          | 47                                                          | 46                                                          | +1                                                          | 42                                                          | 7.                                                          |
| 2004/05                                  | Přebor Jihomoravského kraje                                 | 5                                                           | 30                                                          | 10                                                          | 6                                                           | 14                                                          | 35                                                          | 44                                                          | −9                                                          | 36                                                          | 13.                                                         |
| 2005/06                                  | Přebor Jihomoravského kraje                                 | 5                                                           | 30                                                          | 10                                                          | 8                                                           | 12                                                          | 40                                                          | 59                                                          | −19                                                         | 38                                                          | 12.                                                         |
| 2006/07                                  | Přebor Jihomoravského kraje                                 | 5                                                           | 30                                                          | 8                                                           | 10                                                          | 12                                                          | 39                                                          | 46                                                          | −7                                                          | 34                                                          | 13.                                                         |
| 2007/08                                  | Přebor Jihomoravského kraje                                 | 5                                                           | 30                                                          | 12                                                          | 7                                                           | 11                                                          | 44                                                          | 37                                                          | +7                                                          | 43                                                          | 9.                                                          |
| 2008/09                                  | Přebor Jihomoravského kraje                                 | 5                                                           | 30                                                          | 10                                                          | 6                                                           | 14                                                          | 39                                                          | 49                                                          | −10                                                         | 36                                                          | 11.                                                         |
| 2009/10                                  | Přebor Jihomoravského kraje                                 | 5                                                           | 30                                                          | 8                                                           | 5                                                           | 17                                                          | 34                                                          | 59                                                          | −25                                                         | 29                                                          | 14.                                                         |
| 2010/11                                  | I. A třída Jihomoravského kraje – sk. B                     | 6                                                           | 26                                                          | 10                                                          | 5                                                           | 11                                                          | 33                                                          | 36                                                          | −3                                                          | 32                                                          | 9.                                                          |
| 2011/12                                  | I. A třída Jihomoravského kraje – sk. B                     | 6                                                           | 26                                                          | 12                                                          | 4                                                           | 10                                                          | 50                                                          | 41                                                          | +9                                                          | 40                                                          | 5.                                                          |
| 2012/13                                  | I. A třída Jihomoravského kraje – sk. B                     | 6                                                           | 26                                                          | 19                                                          | 2                                                           | 5                                                           | 61                                                          | 19                                                          | +42                                                         | 59                                                          | 1.                                                          |
| 2013/14                                  | Přebor Jihomoravského kraje                                 | 5                                                           | 30                                                          | 10                                                          | 6                                                           | 14                                                          | 38                                                          | 51                                                          | −13                                                         | 36                                                          | 14.                                                         |
| 2014/15                                  | I. A třída Jihomoravského kraje – sk. B                     | 6                                                           | 26                                                          | 17                                                          | 5                                                           | 4                                                           | 63                                                          | 23                                                          | +40                                                         | 56                                                          | 1.                                                          |
| 2015/16                                  | I. A třída Jihomoravského kraje – sk. B                     | 6                                                           | 26                                                          | 13                                                          | 4                                                           | 9                                                           | 53                                                          | 39                                                          | +14                                                         | 43                                                          | 5.                                                          |
| 2016/17                                  | I. A třída Jihomoravského kraje – sk. B                     | 6                                                           | 26                                                          | 11                                                          | 2                                                           | 13                                                          | 42                                                          | 43                                                          | −1                                                          | 35                                                          | 8.                                                          |
| 2017/18                                  | I. A třída Jihomoravského kraje – sk. B                     | 6                                                           | 26                                                          | 13                                                          | 4                                                           | 9                                                           | 51                                                          | 46                                                          | +5                                                          | 43                                                          | 5.                                                          |
| 2018/19                                  | I. A třída Jihomoravského kraje – sk. B                     | 6                                                           | 26                                                          | 17                                                          | 5                                                           | 4                                                           | 57                                                          | 20                                                          | +37                                                         | 56                                                          | 1.                                                          |
| 2019/20                                  | Přebor Jihomoravského kraje                                 | 5                                                           | 15                                                          | 3                                                           | 2                                                           | 10                                                          | 21                                                          | 37                                                          | −16                                                         | 11                                                          | 15.                                                         |
| 2020/21                                  | Přebor Jihomoravského kraje                                 | 5                                                           | 10                                                          | 6                                                           | 1                                                           | 3                                                           | 18                                                          | 14                                                          | +4                                                          | 19                                                          | 4.                                                          |
| 2021/22                                  | Přebor Jihomoravského kraje                                 | 5                                                           | 30                                                          | 10                                                          | 2                                                           | 18                                                          | 46                                                          | 64                                                          | −18                                                         | 32                                                          | 12.                                                         |
| 2022/23                                  | Přebor Jihomoravského kraje                                 | 5                                                           | 30                                                          | 10                                                          | 4                                                           | 16                                                          | 45                                                          | 65                                                          | -20                                                         | 34                                                          | 11.                                                         |
| 2023/24                                  | Přebor Jihomoravského kraje                                 | 5                                                           | 30                                                          | 10                                                          | 3                                                           | 17                                                          | 49                                                          | 86                                                          | -37                                                         | 33                                                          | 11.                                                         |
| 2024/25                                  | Přebor Jihomoravského kraje                                 | 5                                                           | 30                                                          | 6                                                           | 7                                                           | 17                                                          | 33                                                          | 57                                                          | -24                                                         | 25                                                          | 15.                                                         |

Poznámky:
- 1969/70: V této sezoně byl zkoušen (a po sezoně zrušen) tento systém bodování – za vítězství rozdílem dvou a více branek se vítězi udělovaly 3 body, za vítězství o jednu branku 2 body, za bezbrankovou remízu nezískal bod ani jeden ze soupeřů, při jakékoli jiné remíze si soupeři rozdělili po bodu.
- 1993/94: Postoupilo taktéž vítězné mužstvo FC Alfa Slušovice.
- 2014/15: Ratíškovice se postupu z ekonomických důvodů vzdaly.[33][34]
- 2019/20 a 2020/21: Tyto ročníky byly předčasně ukončeny z důvodu pandemie covidu-19 v Česku.

## FK Baník Ratíškovice „B“
FK Baník Ratíškovice „B“ je rezervním týmem Ratíškovic, který se pohybuje převážně v okresních soutěžích. Po pětileté odmlce obnovil činnost v sezoně 2019/20.

### Umístění v jednotlivých sezonách
Stručný přehled
Zdroj: 
- 1978–1979: I. B třída Jihomoravského kraje – sk. B
- 1989–1991: Okresní přebor Hodonínska
- 1991–1994: I. B třída Středomoravské župy sk. – C
- 2008–2009: Základní třída Hodonínska
- 2009–2011: Okresní soutěž Hodonínska – sk. B
- 2011–2014: Okresní přebor Hodonínska
- 2014–2019: bez soutěže
- 2019–2021: Okresní soutěž Hodonínska – sk. B
- 2021–2022: Okresní přebor Hodonínska
- 2022– : I. B třída Jihomoravského kraje – sk. C

Jednotlivé ročníky
Zdroj: 
Legenda: Z – zápasy, V – výhry, R – remízy, P – porážky, VG – vstřelené góly, OG – obdržené góly, +/− – rozdíl skóre, B – body, červené podbarvení – sestup, zelené podbarvení – postup, fialové podbarvení – reorganizace, změna skupiny či soutěže
| Československo (1978 – 1993) |                                              |                                              |                                              |                                              |                                              |                                              |                                              |                                              |                                              |                                              |                                              |
| Sezóny                       | Liga                                         | Úroveň                                       | Z                                            | V                                            | R                                            | P                                            | VG                                           | OG                                           | +/−                                          | B                                            | Pozice                                       |
| 1978/79                      | I. B třída Jihomoravského kraje – sk. B      | 6                                            | 26                                           | 9                                            | 9                                            | 8                                            | 38                                           | 31                                           | +7                                           | 27                                           | 7.                                           |
| ...                          |                                              |                                              |                                              |                                              |                                              |                                              |                                              |                                              |                                              |                                              |                                              |
| 1989/90                      | Okresní přebor Hodonínska                    | 8                                            | 26                                           | 11                                           | 2                                            | 13                                           | 40                                           | 46                                           | −6                                           | 24                                           | 9.                                           |
| 1990/91                      | Okresní přebor Hodonínska                    | 8                                            | 30                                           | 13                                           | 7                                            | 10                                           | 53                                           | 41                                           | +12                                          | 33                                           | 5.                                           |
| 1991/92                      | I. B třída Středomoravské župy sk. – C       | 7                                            | 26                                           | 8                                            | 7                                            | 11                                           | 51                                           | 51                                           | 0                                            | 23                                           | 10.                                          |
| 1992/93                      | I. B třída Středomoravské župy sk. – C       | 7                                            | 26                                           | 10                                           | 3                                            | 13                                           | 47                                           | 52                                           | −5                                           | 23                                           | 10.                                          |
| Česko (1993 – )              |                                              |                                              |                                              |                                              |                                              |                                              |                                              |                                              |                                              |                                              |                                              |
| Sezóny                       | Liga                                         | Úroveň                                       | Z                                            | V                                            | R                                            | P                                            | VG                                           | OG                                           | +/−                                          | B                                            | Pozice                                       |
| 1993/94                      | I. B třída Středomoravské župy sk. – C       | 7                                            | 26                                           | 18                                           | 2                                            | 6                                            | 66                                           | 31                                           | +35                                          | 38                                           | 2.                                           |
| ...                          |                                              |                                              |                                              |                                              |                                              |                                              |                                              |                                              |                                              |                                              |                                              |
| 2008/09                      | Základní třída Hodonínska                    | 10                                           | 20                                           | 16                                           | 2                                            | 2                                            | 63                                           | 20                                           | +43                                          | 50                                           | 1.                                           |
| 2009/10                      | Okresní soutěž Hodonínska – sk. B            | 9                                            | 26                                           | 11                                           | 5                                            | 10                                           | 58                                           | 49                                           | +9                                           | 38                                           | 9.                                           |
| 2010/11                      | Okresní soutěž Hodonínska – sk. B            | 9                                            | 26                                           | 20                                           | 4                                            | 2                                            | 68                                           | 27                                           | +41                                          | 64                                           | 1.                                           |
| 2011/12                      | Okresní přebor Hodonínska                    | 8                                            | 26                                           | 10                                           | 5                                            | 11                                           | 44                                           | 49                                           | −5                                           | 35                                           | 7.                                           |
| 2012/13                      | Okresní přebor Hodonínska                    | 8                                            | 26                                           | 9                                            | 6                                            | 11                                           | 51                                           | 54                                           | −3                                           | 33                                           | 12.                                          |
| 2013/14                      | Okresní přebor Hodonínska                    | 8                                            | 26                                           | 8                                            | 8                                            | 10                                           | 51                                           | 55                                           | −4                                           | 32                                           | 12.                                          |
| 2014–2019                    | B-mužstvo nebylo přihlášeno v žádné soutěži. | B-mužstvo nebylo přihlášeno v žádné soutěži. | B-mužstvo nebylo přihlášeno v žádné soutěži. | B-mužstvo nebylo přihlášeno v žádné soutěži. | B-mužstvo nebylo přihlášeno v žádné soutěži. | B-mužstvo nebylo přihlášeno v žádné soutěži. | B-mužstvo nebylo přihlášeno v žádné soutěži. | B-mužstvo nebylo přihlášeno v žádné soutěži. | B-mužstvo nebylo přihlášeno v žádné soutěži. | B-mužstvo nebylo přihlášeno v žádné soutěži. | B-mužstvo nebylo přihlášeno v žádné soutěži. |
| 2019/20                      | Okresní soutěž Hodonínska – sk. A            | 9                                            | 10                                           | 6                                            | 1                                            | 3                                            | 37                                           | 19                                           | +18                                          | 19                                           | 4.                                           |
| 2020/21                      | Okresní soutěž Hodonínska – sk. A            | 9                                            | 8                                            | 6                                            | 2                                            | 0                                            | 26                                           | 8                                            | +18                                          | 20                                           | 1.                                           |
| 2021/22                      | Okresní přebor Hodonínska                    | 8                                            | 26                                           | 23                                           | 1                                            | 2                                            | 81                                           | 18                                           | +63                                          | 70                                           | 1.                                           |
| 2022/23                      | I. B třída Jihomoravského kraje – sk. C      | 7                                            | 26                                           | 11                                           | 4                                            | 11                                           | 42                                           | 42                                           | 0                                            | 37                                           | 7.                                           |
| 2023/24                      | I. B třída Jihomoravského kraje – sk. C      | 7                                            | 26                                           | 7                                            | 4                                            | 15                                           | 47                                           | 58                                           | −11                                          | 25                                           | 11.                                          |
| 2024/25                      | I. B třída Jihomoravského kraje – sk. C      | 7                                            | 26                                           | 5                                            | 8                                            | 13                                           | 28                                           | 60                                           | −32                                          | 23                                           | 11.                                          |

Poznámky:
- 2019/20 a 2020/21: Tyto ročníky byly předčasně ukončeny z důvodu pandemie covidu-19 v Česku.